# 竹井詩織里
竹井 詩織里（1985年2月6日—），大阪府出生、兵庫縣西宮市成長，現居住於大阪。AB型，身高163公分。日本前女歌手，由GIZA studio・LOOP所屬。

## 經歷
高中在學時參加了GIZA studio主辦的比賽，拿到了準優勝，並得到了發表唱片的機會。曾一面發表著新作品，且把關西作為中心進行演藝活動。2009年，竹井诗织里宣布引退，现在在一般企业工作。

## 音樂作品
- Best Album
  - 竹井詩織里Best（2008年2月6日）
- Album
  - 1.My Favorite Things（2004年9月15日）
  - 2.second tune ～世界 暫停吧～（2005年9月28日）
  - 3.Diary（2007年4月18日）
- Mini Album
  - 1.The note of my eighteen years（2003年12月3日）
  - 2.The note of my nineteen years（2005年1月19日）
  - 3.The note of my twenty years（2006年2月1日）
  - 4.documentary（2007年9月12日）
- Single
  - 1.沉靜的旋律（2004年2月18日）
  - 2.戀上你（2004年5月19日）
  - 3.前往你所不知名的城市（2005年1月19日）
  - 4.牽繫（2005年7月6日）
  - 5.世界 暫停吧（2005年8月10日）
  - 6.櫻色（2006年2月1日）
  - 7.肯定已經無法變成愛情了（2006年8月30日）
  - 8.Like a little Love（2006年11月8日）
  - 9.夢的延續（2007年2月28日）

## 參與錄音的作品
- ZARD「Good-night sweetheart」
- B'z「Happy Birthday」

## 外部連結
- 竹井詩織里官方網站（日語）
- GIZA studio所屬TV演出情報（日語）
- 竹井詩織里blog （页面存档备份，存于）（日語）